# Alexander Barclay
Alexander Barclay (c. 1475 — Croydon, 10 de junho de 1552) foi um poeta e clérigo da Igreja da Inglaterra, provavelmente nascido na Escócia.

## Biografia
Barclay nasceu por volta de 1475. Seu local de nascimento é motivo de disputa, mas William Bulleyn, natural de Ely, que provavelmente o conheceu quando esteve no mosteiro de lá, afirma que Barclay nasceu “além do rio frio de Twede” (rio Tweed, ou seja, na Escócia). Sua infância foi passada em Croydon, mas não se sabe se foi educado em Oxford ou Cambridge. Pode-se presumir que se formou, ao usar o título de “Syr” em sua tradução de Bellum Jugurthinum, de Salústio, e em seu testamento é chamado de Doutor em Divindade.
Das inúmeras referências incidentais em suas obras e de seu conhecimento da literatura europeia, pode-se inferir que passou algum tempo no exterior. Thomas Cornish, bispo sufragâneo da diocese de Bath e Wells e administrador acadêmico do Oriel College, em Oxford, de 1493 a 1507, o nomeou capelão do colégio em Ottery St Mary, Devon. Ali ele escreveu seu poema satírico, Nau dos insensatos (The Ship of Fools), em parte uma tradução da obra de Sebastian Brant, Das Narrenschiff.
A morte de seu patrono em 1513 aparentemente pôs fim à sua conexão com o Ocidente, e ele se tornou monge no mosteiro beneditino de Ely. Nesse retiro, Barclay provavelmente escreveu suas éclogas, mas em 1520, “Maistre Barkleye, the Blacke Monke and Poete” desejou criar “histoires and convenient raisons to florisshe the buildings and banquet house withal” no encontro entre Henrique VIII e Francisco I no Campo do Pano de Ouro. Por fim, tornou-se frade franciscano da Cantuária.
Presume-se que ele tenha concordado com a mudança de religião, por manter, sob o reinado de Eduardo VI, os benefícios de Great Baddow, em Essex, e de Wokey, em Somerset, que havia recebido em 1546, e apresentado em 1552 pelo deão e capítulo da Cantuária à casa paroquial de All Hallows, Lombard Street, Londres. Morreu pouco depois dessa última indicação em Croydon, Surrey, onde foi enterrado em 10 de junho de 1552.

## Obras

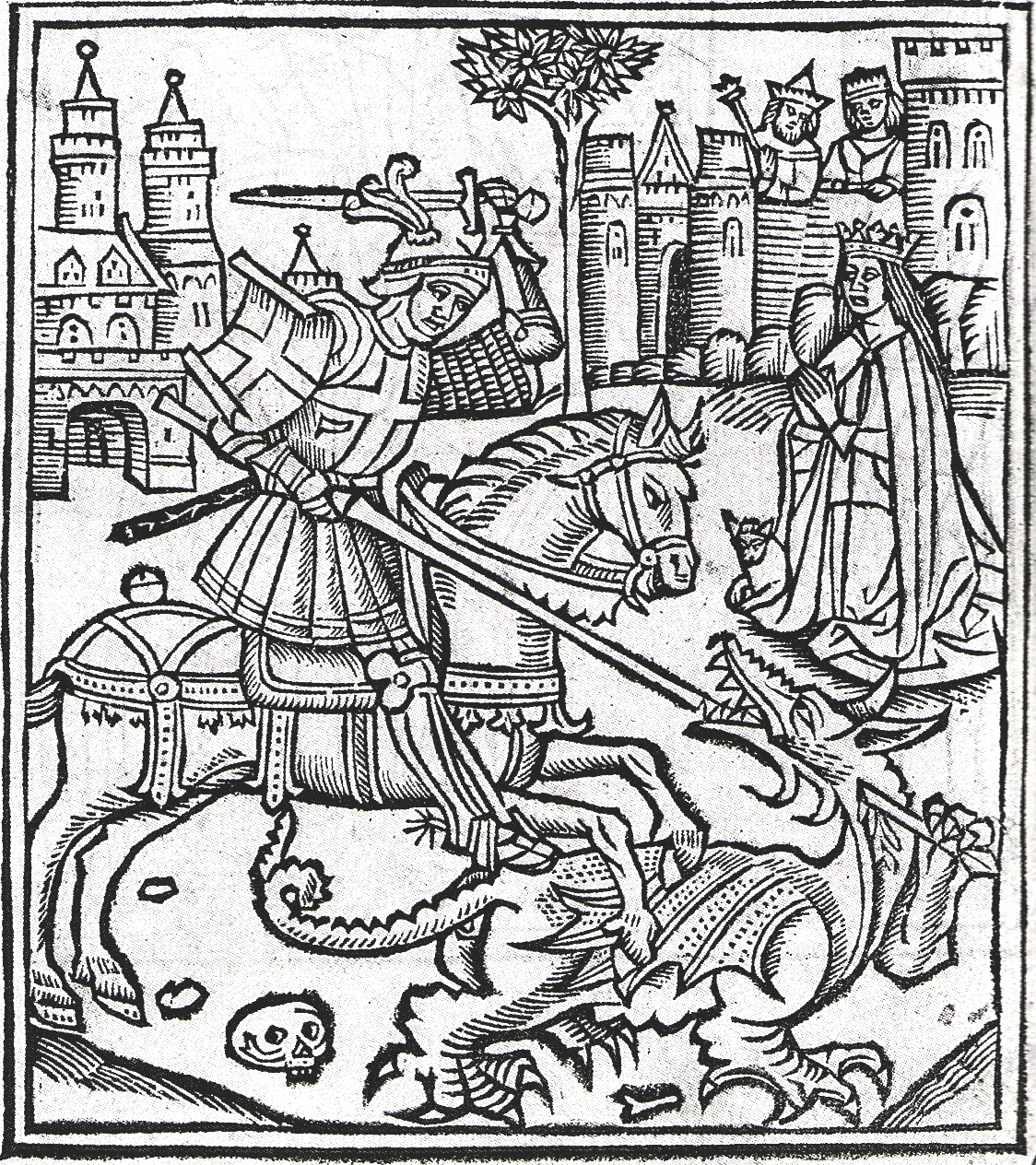
Xilogravura do frontispício da “Vida de São Jorge” de Alexander Barclay, Westminster 1515

- A Nau dos insensatos (The Ship of Fools) foi tão popular em sua versão inglesa quanto Das Narrenschiff na Alemanha. Foi o ponto de partida de uma nova literatura satírica. Por si só, um produto da concepção medieval do insensato que figurava tão amplamente no entrudo e em outros concursos, difere inteiramente das sátiras alegóricas gerais dos séculos anteriores. As figuras não são mais abstrações; são exemplos concretos da loucura do bibliófilo que coleciona livros, mas nada aprende com eles, do juiz corrupto que aceita subornos para favorecer os culpados, do velho tolo que o tempo somente fortalece em sua loucura, dos que estão ansiosos por acompanhar a moda, dos padres que passam seu tempo na igreja contando a lenda de Robin Hood e assim por diante. O espírito do livro reflete a transição geral entre alegoria e narrativa, moralidade e drama. Das Narrenschiff de Sebastian Brant era essencialmente alemão em concepção e tratamento, mas seus cento e treze tipos de insensatos possuíam, no entanto, interesse universal. Na realidade, porém, eram pecados e vícios, e não loucuras que estavam sob sua censura, e esse temperamento didático se refletia em Barclay. O livro apareceu em 1494 com xilogravuras que se diz terem sido inventadas e talvez parcialmente executadas pelo próprio Brant. Nestas ilustrações, que deram um impulso à produção de “emblemas” e copiadas na versão em inglês, parece haver um humor bastante ausente no texto;[2]
- Certayne Ecloges of Alexander Barclay, Priest, escrito em sua juventude, foi provavelmente impresso em 1513, embora a edição mais antiga seja a da reimpressão de John Cawood (1570) do The Ship of Fools. Eles formam, com exceção de Robin and Makyn, de Robert Henryson, os primeiros exemplos da pastoral inglesa. As três primeiras éclogas, na forma de diálogos entre Coridon e Cornix, foram emprestados do Miseriae Curialium de Enea Silvio Piccolomini (Papa Pio II) e contêm um elogio de John Alcock, bispo de Ely, fundador do Jesus College, Cambridge. A quarta é baseada na écloga de Battista Mantovano, De consuetudine divitum erga poetas, com grandes adições. Ela contém a “Descrição da guerra da virtude e da honra”, uma elegia para Edward Howard, almirante da Inglaterra, que pereceu no ataque à frota francesa no porto de Brest em 1513. A quinta, impressa por Wynkyn de Worde, também sem data, é intitulada “Fyfte Eglog of Alexandre Barclay of the Cytezen and the uplondyshman” e também é baseado em Mantovano. Dois pastores, Amintas e Fausto, discutem o tema familiar dos respectivos méritos da vida na cidade e no campo e relatam uma fábula singular da origem das diferentes classes da sociedade. As pastorais de Barclay contêm muitas imagens da vida rústica como ele a conhecia. Ele descreve, por exemplo, os jogos de domingo na vila, o futebol e a luta por comida nas grandes festas; mas suas éclogas eram, como seus modelos italianos, também sátiras aos males sociais. Os pastores são rústicos do tipo Colin Clout, personagem do poema The Shepheardes Calender de Edmund Spenser e discutem as loucuras e corrupções ao seu redor;[2]
- The Castell of Laboure (Wynkyn de Worde ed. 1506), do original em francês de Pierre Gringore;
- Introductory to write and to pronounce Frenche (Robert Copland ed. 1521);
- The Myrrour of Good Maners (Richard Pynson ed. não datado), uma tradução do De quatuor virtutibus do italiano Domenico Mancini;[5]
- Cronycle compyled in Latyn, do renomado Salústio (Richard Pynson ed., sem data) e uma tradução do Bellum Jugurthinum;
- The Lyfe of the glorious Martyr Saynt George (R. Pynson, ca. 1530) escrito para Tomás Howard, 3.º Duque de Norfolk, com uma dedicatória a Nicholas West;[6]
- The Lyfe of Saynte Thomas, e Haython's Cronycle, ambos impressos por Pynson, também são atribuídos a Barclay, mas por motivos muito duvidosos.[2]

A maioria das obras de Barclay foi feita em colaboração com o impressor Richard Pynson. Ele escreveu cinco Eclogues, parte impressa por Wynkyn de Worde por volta de 1518 e impressa na íntegra na edição de John Cawood de 1570. As fontes das Eclogues incluem obras de Enea Silvio Piccolomini, Battista Mantovano e Jean Lemaire de Belges. As Eclogues incluem lamentações por John Alcock, John Morton e Roger Westminster, Prior de Ely.